# Komory na Letnich Igrzyskach Olimpijskich 2016
Komory na Letnich Igrzyskach Olimpijskich 2016 w Rio de Janeiro reprezentowało 4 sportowców. Był to szósty start Komorów na letnich igrzyskach olimpijskich.

## Reprezentanci

### Lekkoatletyka

#### Kobiety
Konkurencje biegowe
| Zawodniczka   | Konkurencja   | Runda 1  | Runda 1 | Runda 2  | Runda 2 | Półfinał | Półfinał | Finał    | Finał   |
| Zawodniczka   | Konkurencja   | Rezultat | Pozycja | Rezultat | Pozycja | Rezultat | Pozycja  | Rezultat | Pozycja |
| ------------- | ------------- | -------- | ------- | -------- | ------- | -------- | -------- | -------- | ------- |
| Denika Kassim | Bieg na 100 m | 12,53    | 13.     | NQ       | NQ      | NQ       | NQ       | NQ       | NQ      |

#### Mężczyźni
Konkurencje biegowe
| Zawodnik           | Konkurencja                | Runda 1  | Runda 1 | Runda 2  | Runda 2 | Półfinał | Półfinał | Finał    | Finał   |
| Zawodnik           | Konkurencja                | Rezultat | Pozycja | Rezultat | Pozycja | Rezultat | Pozycja  | Rezultat | Pozycja |
| ------------------ | -------------------------- | -------- | ------- | -------- | ------- | -------- | -------- | -------- | ------- |
| Maoulida Daroueche | Bieg na 400 m przez płotki | 52,32    | 45.     | —        | —       | NQ       | NQ       | NQ       | NQ      |

### Pływanie
Kobiety
| Zawodniczka                | Konkurencja       | Eliminacje | Eliminacje | Półfinał | Półfinał | Finał | Finał   |
| Zawodniczka                | Konkurencja       | Czas       | Miejsce    | Czas     | Miejsce  | Czas  | Miejsce |
| -------------------------- | ----------------- | ---------- | ---------- | -------- | -------- | ----- | ------- |
| Mohamed Andhumdine Nazlati | 50 m st. dowolnym | 37,66      | 86.        | NQ       | NQ       | NQ    | NQ      |

Mężczyźni
| Zawodnik                | Konkurencja       | Eliminacje | Eliminacje | Półfinał | Półfinał | Finał | Finał   |
| Zawodnik                | Konkurencja       | Czas       | Miejsce    | Czas     | Miejsce  | Czas  | Miejsce |
| ----------------------- | ----------------- | ---------- | ---------- | -------- | -------- | ----- | ------- |
| Soule Soilihi Athoumane | 50 m st. dowolnym | 27,31      | 76.        | NQ       | NQ       | NQ    | NQ      |